# Соломино (Белгородская область)
Соло́мино — село в Белгородском районе Белгородской области, входит в состав Тавровского сельского поселения.

## География
Село расположено на реке Северский Донец.

## История
Основано служилыми людьми детьми боярскими Соломиными в период между 1646—1678. Позже — село Пушкарской волости Разумницкого стана Белгородского уезда. Церковь Рождества Богородицы.

## Население
| 2002 | 2010 | 2021 |
| ---- | ---- | ---- |
| 63   | ↗75  | ↗364 |

## Достопримечательности
- Братская могила солдат Великой Отечественной войны — могила солдат, захороненных поисковиками историко-поискового клуба «Огненная дуга» в 2005 году. В 2006 году те же самые поисковики захоронили рядом другие останки. На новое место местные власти поставили памятный камень.
- 3 ноября 2011 года на пригорке близ нового моста через Белгородское водохранилище установлен памятник медсестре Зинаиде Ивановне Маресевой, Герою Советского Союза.

## Особо охраняемые природные территории
- В окрестностях, на возвышенном правом берегу Белгородского водохранилища, расположена «Соломинская дубрава» (ботанический памятник природы регионального значения). Статус ООПТ имеет с 1991 года, в настоящее время площадь охраняемой территории составляет 39,5 га[4].